# Lamprocryptus panamensis
Lamprocryptus panamensis là một loài tò vò trong họ Ichneumonidae.